# Allotinus sarrastes
Allotinus sarrastes är en fjärilsart som beskrevs av Hans Fruhstorfer 1913. Allotinus sarrastes ingår i släktet Allotinus och familjen juvelvingar. Inga underarter finns listade i Catalogue of Life.